# Candy (松田聖子のアルバム)
『Candy』（キャンディ）は、松田聖子の通算6枚目のオリジナル・アルバム。1982年11月10日発売。発売元はCBS・ソニー。

## 背景
帯コピー：こころはバロックカラー、いま あなたとティータイム… 聖子。
先行シングル「野ばらのエチュード」を含む全10曲。
ティン・パン・アレー、YMOのメンバーでも知られる細野晴臣が初参加。はっぴいえんどの元メンバー全員が聖子と関わる事になった。作詞の松本隆を筆頭に、大瀧詠一、財津和夫、南佳孝、大村雅朗など全曲男性の作家で構成されている。シンセサイザーを多用し制作された楽曲も本作から収録される。
「Candy（キャンディ）」という題にもあるとおり、聖子の独特の甘い歌声が遺憾なく発揮された作品である。後に聖子のこの声を ″キャンディボイス″ と称して親しむ者も見受けられるが、このアルバム名に由縁していると考えられる。
ジャケットには聖子が自転車にまたがり微笑むショットが使用された。当作品以前のジャケットはベスト盤も含めて全て聖子の顔のアップであったため、アルバムでは初めて全身が写った作品となっている（シングルでは「白いパラソル」がある）。自身初の見開きダブルジャケット仕様である。
2006年7月19日に発売された74枚組CD BOX『Seiko Matsuda』に、DSDデジタル・リマスタリング仕様且つLPサイズジャケットにリニューアルされて同梱された。リマスター盤の個別販売はない。
発売初期にプレスされたLP及びカセットテープでは「ブルージュの鐘」と「黄色いカーディガン」が現在流通している音源とは別バージョンとなっている。差し替え前の「ブルージュの鐘」はボーカルが別テイク、「黄色いカーディガン」はミックスやコーラスが異なっている。どちらも2021年5月時点で再音源化はされていない。
LPおよびマスターサウンド仕様盤LPの歌詞カードは、大瀧詠一が作曲・編曲した「四月のラブレター」と「Rock'n'roll Good-bye」において、編曲者のクレジットが″多羅尾伴内″表記と″チェルシー″表記の2種類が存在する。どちらも大瀧の変名。現在流通するCDなどでは全て″多羅尾伴内″で統一されている。

## 収録曲

### レコード / CT
| 全作詞: 松本隆。 |                      |           |           |            |      |
| #                | タイトル             | 作詞      | 作曲      | 編曲       | 時間 |
| 1.               | 「星空のドライブ」   | 松本隆    | 財津和夫  | 大村雅朗   | 3:30 |
| 2.               | 「四月のラブレター」 | 松本隆    | 大瀧詠一  | 多羅尾伴内 | 3:04 |
| 3.               | 「未来の花嫁」       | 松本隆    | 財津和夫  | 大村雅朗   | 4:19 |
| 4.               | 「モッキンバード」   | 松本隆    | 南佳孝    | 大村雅朗   | 2:59 |
| 5.               | 「ブルージュの鐘」   | 松本隆    | 細野晴臣  | 大村雅朗   | 4:34 |
| 合計時間:        | 合計時間:            | 合計時間: | 合計時間: | 18:26      |      |

| 全作詞: 松本隆。 |                          |           |           |            |      |
| #                | タイトル                 | 作詞      | 作曲      | 編曲       | 時間 |
| 1.               | 「Rock'n'roll Good-bye」 | 松本隆    | 大瀧詠一  | 多羅尾伴内 | 3:13 |
| 2.               | 「電話でデート」         | 松本隆    | 南佳孝    | 大村雅朗   | 3:33 |
| 3.               | 「野ばらのエチュード」   | 松本隆    | 財津和夫  | 大村雅朗   | 4:08 |
| 4.               | 「黄色いカーディガン」   | 松本隆    | 細野晴臣  | 大村雅朗   | 5:07 |
| 5.               | 「真冬の恋人たち」       | 松本隆    | 大村雅朗  | 大村雅朗   | 4:46 |
| 合計時間:        | 合計時間:                | 合計時間: | 合計時間: | 20:47      |      |

### CD
| 全作詞: 松本隆。 |                          |           |           |            |      |
| #                | タイトル                 | 作詞      | 作曲      | 編曲       | 時間 |
| 1.               | 「星空のドライブ」       | 松本隆    | 財津和夫  | 大村雅朗   | 3:31 |
| 2.               | 「四月のラブレター」     | 松本隆    | 大瀧詠一  | 多羅尾伴内 | 3:04 |
| 3.               | 「未来の花嫁」           | 松本隆    | 財津和夫  | 大村雅朗   | 4:21 |
| 4.               | 「モッキンバード」       | 松本隆    | 南佳孝    | 大村雅朗   | 2:59 |
| 5.               | 「ブルージュの鐘」       | 松本隆    | 細野晴臣  | 大村雅朗   | 4:34 |
| 6.               | 「Rock'n'roll Good-bye」 | 松本隆    | 大瀧詠一  | 多羅尾伴内 | 3:13 |
| 7.               | 「電話でデート」         | 松本隆    | 南佳孝    | 大村雅朗   | 3:33 |
| 8.               | 「野ばらのエチュード」   | 松本隆    | 財津和夫  | 大村雅朗   | 4:08 |
| 9.               | 「黄色いカーディガン」   | 松本隆    | 細野晴臣  | 大村雅朗   | 5:07 |
| 10.              | 「真冬の恋人たち」       | 松本隆    | 大村雅朗  | 大村雅朗   | 4:42 |
| 合計時間:        | 合計時間:                | 合計時間: | 合計時間: | 39:12      |      |

## 楽曲解説
1. 星空のドライブ
2. 四月のラブレター
3. 未来の花嫁
1990年代以降もコンサートで披露される機会が比較的多い楽曲。
『Another Side of Seiko 27』の投票では第7位にランクインした。
4. モッキンバード
本作で唯一、他の作品に収録されていない楽曲。
2017年の夏のコンサートツアー（『Seiko Matsuda Concert Tour 2017「Daisy」』）以降、アコースティックコーナーで歌われる事が多くなりセットリストの定番となっている。
5. ブルージュの鐘
細野晴臣の初起用作品。ブルージュは、ベルギー・フランドル地方にある古都である。
初回プレス盤とそれ以降ではボーカルがキャンディボイス調の別テイクに差し替えられている。
6. Rock'n'roll Good-bye
7. 電話でデート
8. 野ばらのエチュード
11枚目のシングルA面曲。『第33回NHK紅白歌合戦』歌唱曲。
9. 黄色いカーディガン
10. 真冬の恋人たち
途中、台詞のような男性パート（杉真理）がある。
『Another Side of Seiko 27』では第12位にランクインした。

## クレジット
- Producer: M.Wakamatsu(CBS/SONY) Engineer: T.Suzuki. T.Yoshida(2,6)
- Assistant Engineer: A/Saida Photographer: T.Mutoh Designer: M.Yamada Stylist: Y.Miyake
- Recording Date: September, October 1982 Recording Place: CBS/SONY Shinanomachi Studio

1. 星空のドライブ
Drums 林立夫 E.Bass 高水健司 E.Guitar 松原正樹 F.Guitar 吉川忠英 Keyboards 大村雅朗 山田秀俊 Percussions 浜口茂外也 Synthesizer 松武秀樹 Chorus 山田秀俊 Strings 加藤グループ
2. 四月のラブレター
Drums 青山純 E.Bass 高水健司 E.Guitar 村松邦男 F.Guitar 安田裕美 吉川忠英 福山敦夫 下畑薫 徳武弘文 岡崎倫典 Keyboards 大原茂人 国吉良一 難波弘之 中西康晴 Percussions 斉藤ノヴ 穴井忠臣 石井宏太郎 川瀬正人 鳴島英治 菅原裕紀
3. 未来の花嫁
Drums 渡嘉敷祐一 E.Bass 高水健司 E.Guitar 松原正樹 今剛 F.Guitar 吉川忠英 Keyboards 山田秀俊 Percussions 斉藤ノブ Synthesizer 松武秀樹 Harp 山川恵子 Chorus 山田秀俊 Strings 加藤グループ
4. モッキンバード
Drums 林立夫 E.Bass 高水健司 E.Guitar 松原正樹 F.Guitar 吉川忠英 Keyboards 大村雅朗 山田秀俊 Percussions 浜口茂外也 Synthesizer 松武秀樹 Chorus 山田秀俊
5. ブルージュの鐘
F.Guitar 吉川忠英 Keyboards 山田秀俊 Synthesizer 松武秀樹 Chorus 山田秀俊
6. Rock'n'roll Good-bye
Drums 青山純 E.Bass 高水健司 E.Guitar 村松邦男 F.Guitar 安田裕美 吉川忠英 福山敦夫 下畑薫 徳武弘文 岡崎倫典 Keyboards 大原茂人 国吉良一 難波弘之 中西康晴 Percussions 斉藤ノブ 穴井忠臣 石井宏太郎 川瀬正人 鳴島英治 菅原裕紀
7. 電話でデート
Drums 渡嘉敷祐一 E.Bass 高水健司 E.Guitar 松原正樹 今剛 F.Guitar 吉川忠英 Keyboards 山田秀俊 Percussions 斉藤ノブ Synthesizer 松武秀樹
8. 野ばらのエチュード
Drums 林立夫 E.Bass 高水健司 E.Guitar 青山徹 F.Guitar 吉川忠英 Keyboards 山田秀俊 Percussions 斉藤ノブ Synthesizer 松武秀樹 Harp 山川恵子
9. 黄色いカーディガン
E.Guitar 松原正樹 Keyboards 大村雅朗 山田秀俊 Synthesizer 松武秀樹 T.Sax ジェイク．Ｈ．コンセプション Chorus 山田秀俊
10. 真冬の恋人たち
Drums 渡嘉敷祐一 E.Bass 高水健司 E.Guitar 松原正樹 F.Guitar 吉川忠英 Keyboards 山田秀俊 Percussions 浜口茂外也 Synthesizer 松武秀樹 Chorus 杉真理 山田秀俊 Strings 加藤グループ

## 関連作品
- 星空のドライブ
  - Seiko Box
  - Bible
  - SEIKO SUITE
  - Premium Diamond Bible
  - Seiko Matsuda 40th Anniversary Bible -blooming pink-
- 四月のラブレター
  - SEIKO SUITE
- 未来の花嫁　
  - Seiko・plaza
  - Seiko Box
  - Bible III
  - Seiko Celebration
  - SEIKO SUITE
  - Another Side of Seiko 27
  - Premium Diamond Bible
  - SEIKO STORY〜80's HITS COLLECTION〜
- ブルージュの鐘
  - Seiko Box
  - LOVE BALLADE
  - SEIKO SUITE
  - エトランゼ
  - SEIKO MEMORIES 〜Masaaki Omura Works〜
- Rock'n'Roll Good-bye
  - Seiko・plaza
  - SEIKO SUITE
- 電話でデート
  - SEIKO SUITE
  - Seiko Matsuda 40th Anniversary Bible -bright moment-
- 野ばらのエチュード
  - 野ばらのエチュード#関連作品を参照
- 黄色いカーディガン
  - SEIKO SUITE
  - SEIKO MEMORIES 〜Masaaki Omura Works〜
  - Seiko Matsuda 40th Anniversary Bible -blooming pink-
- 真冬の恋人たち
  - Seiko Box
  - LOVE BALLADE
  - Bible
  - SEIKO SUITE
  - Another Side of Seiko 27
  - Premium Diamond Bible
  - SEIKO STORY〜80's HITS COLLECTION〜
  - Seiko Matsuda Best Ballad
  - SEIKO MEMORIES 〜Masaaki Omura Works〜
  - Seiko Matsuda 40th Anniversary Bible -bright moment-
  - 風街図鑑（松本隆作詞家活動30周年記念CD-BOX）